# アンナ・ラッセル (ベッドフォード公爵夫人)
ベッドフォード公爵夫人アンナ・マリア・ラッセル（英語: Anna Maria Russell, Duchess of Bedford、旧姓スタンホープ（Stanhope）、1783年9月3日 - 1857年7月3日）は、イギリスの大貴族である第7代ベッドフォード公爵フランシス・ラッセルの夫人で、イギリスの習慣であるアフタヌーンティーを始めたと言われる人物。キリンビバレッジの紅茶飲料『午後の紅茶』のパッケージにも描かれている。

## 経歴
1783年9月3日に陸軍大将の第3代ハリントン伯爵チャールズ・スタンホープとその妻ジェーン（初代準男爵サー・ジョン・フレミングの娘）の間の長女として生まれる。
1808年8月8日に当時タヴィストック侯爵の儀礼称号を使用していたフランシス・ラッセル（第6代ベッドフォード公爵ジョン・ラッセルの長男）と結婚した。
1837年から1841年にかけてヴィクトリア女王の寝室女官を務めた。この間ヴィクトリア女王の生母であるケント公夫人ヴィクトリアの女官であるレディ・フローラ・ヘイスティングスが妊娠したというスキャンダルに巻き込まれた。後に誤解は解けたが、彼女の不用意な発言が原因の一つであったとされ、しばらくの間批判に晒された。
1839年10月20日に夫フランシスが第7代ベッドフォード公爵位を継承したため、アンナもベッドフォード公爵夫人（Duchess of Bedford）の儀礼称号で呼ばれるようになった。
彼女はベッドフォード公爵邸を訪問した客人をよくもてなし、イギリスの「5時のお茶（five o'clock tea）」（「アフタヌーンティー」）の風習はアンナのもてなしを起源としている。日本のキリンビバレッジの紅茶飲料『午後の紅茶』は「日本にも紅茶の本場英国の習慣を根付かせたい」という願いを込めてアンナの肖像をパッケージに用いている。
1857年7月3日にロンドン・ベルグレイブ広場の邸宅で死去した。

## 家族
1808年8月8日にタヴィストック侯爵フランシス・ラッセル（後の第7代ベッドフォード公爵）と結婚し、彼との間に1男をもうけた。
- 第1子(長男)ウィリアム・ラッセル（1809年7月1日 - 1872年5月26日） - 第8代ベッドフォード公爵位を継承[6]